# Pidmychajlja
Pidmychajlja (ukrainisch Підмихайля; russisch Подмихайля Podmichailja, polnisch Podmichale) ist ein Dorf im Norden der ukrainischen Oblast Iwano-Frankiwsk mit etwa 2800 Einwohnern (2001).

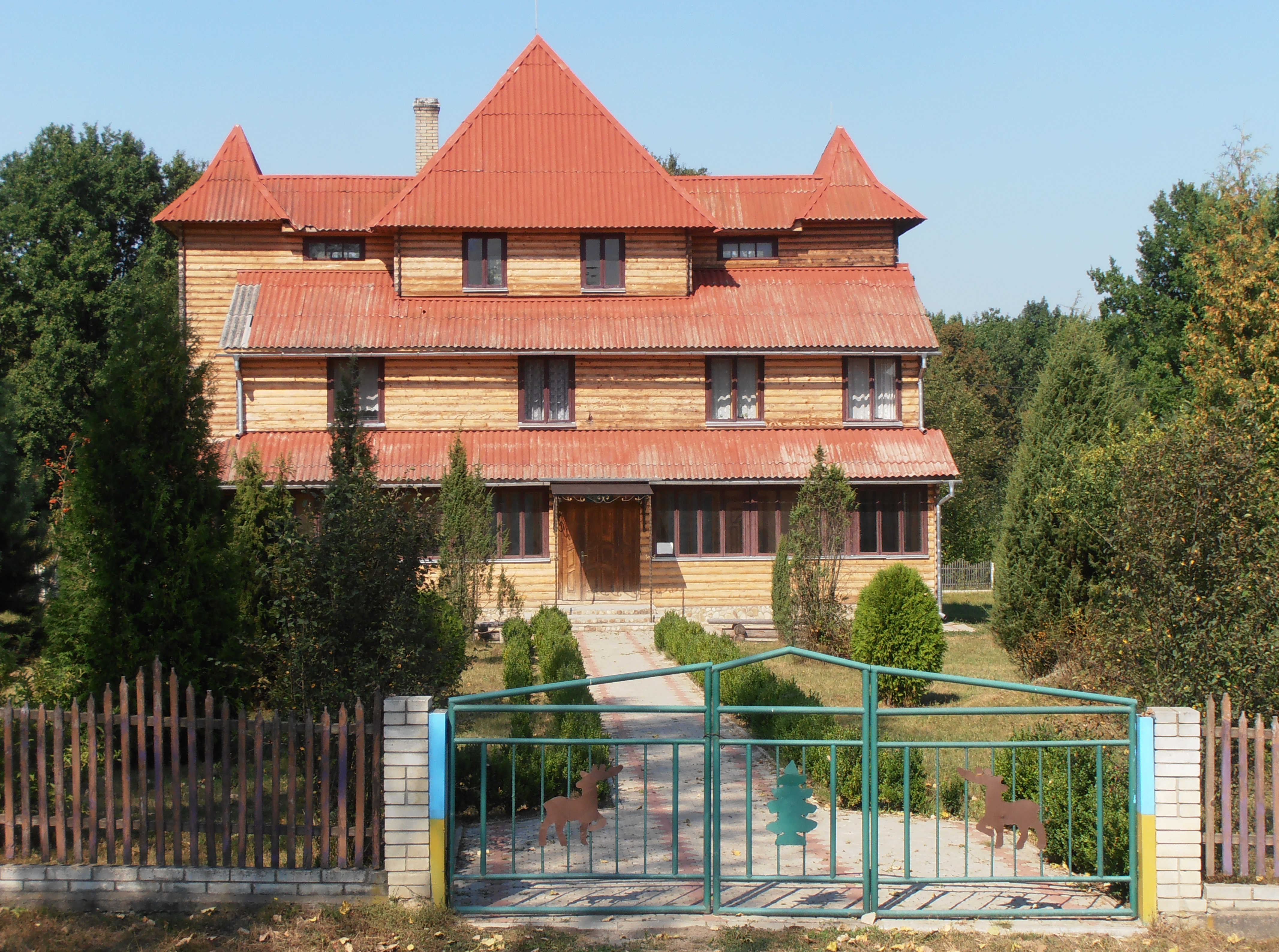
Forsthaus

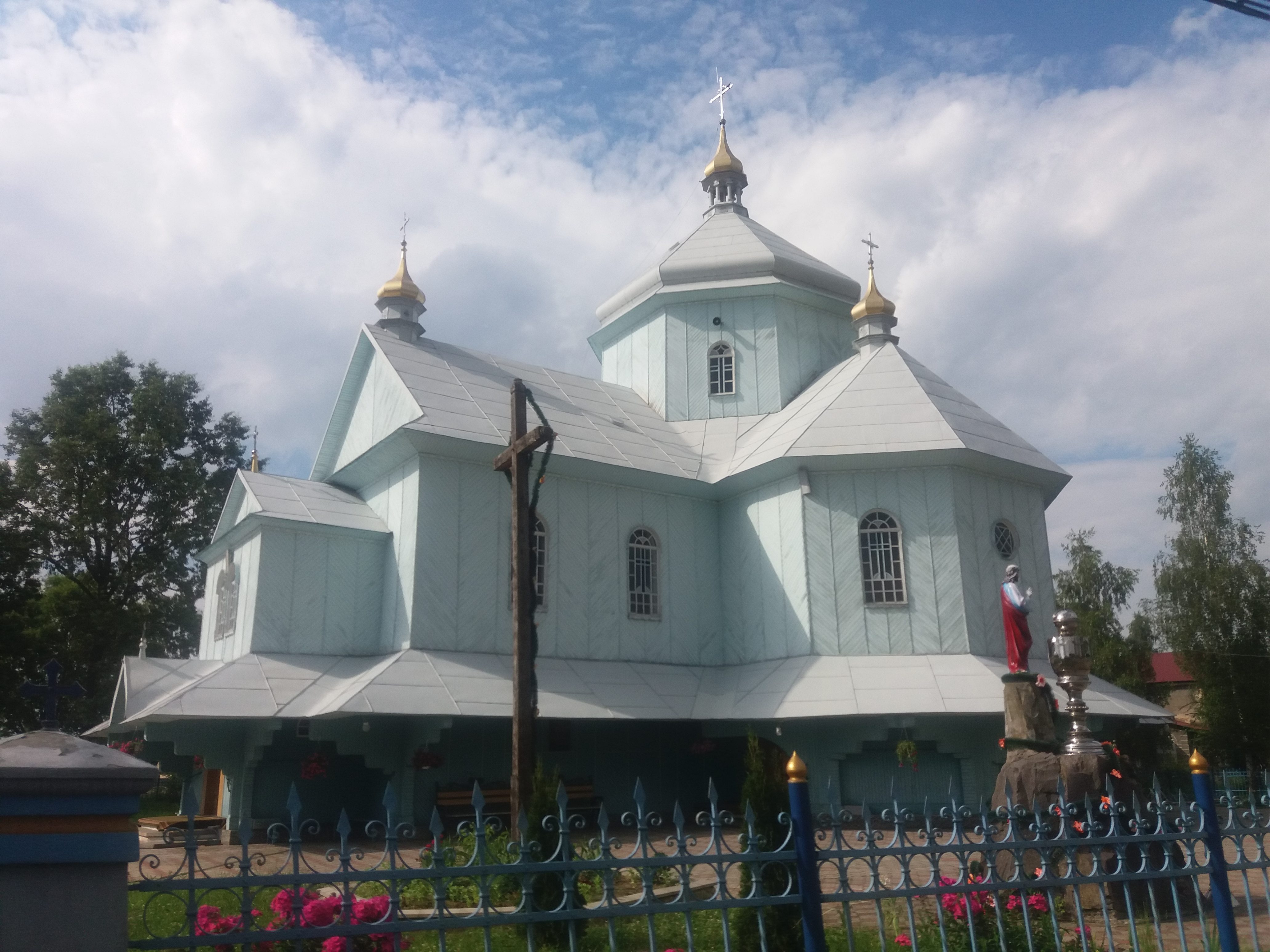
Sankt-Michael-Kirche

Pidmychajlja gehört administrativ zur Landgemeinde Nowyzja (Новицька територіальна громада Nowyzka terytorialna hromada) im Nordosten des Rajon Kalusch. Zuvor war das Dorf das administrative Zentrum einer 36,32 km² großen Landratsgemeinde, zu der noch das südlich liegende Dorf Bereschnyzja (Бережниця, ⊙) mit etwa 1000 Einwohnern gehörte.
Die Ortschaft liegt am rechten Ufer der Limnyzja, eines 122 km langen Nebenflusses des Dnister. Am gegenüberliegenden Flussufer liegt das Rajonzentrum Kalusch. Das Gemeindezentrum Nowyzja befindet sich 8 km südwestlich vom Dorf und das Oblastzentrum Iwano-Frankiwsk etwa 30 km südöstlich vom Dorf.
Das erstmals 1453 schriftlich erwähnte Dorf hieß zwischen 1971 und 1989 Pidmychajlo (Підмихайло). 
In Pidmychajlja befindet sich die 1891 erbaute, denkmalgeschützte Holzkirche des Erzengels Michael. Beim Dorf liegt das Mitte bis Ende des 14. Jahrhunderts errichtete Sankt-Michael-Kloster.